# Lac Emma Matilda
Le lac Emma Matilda (Emma Matilda Lake en anglais) est un lac situé dans le parc national de Grand Teton au nord-ouest du Wyoming aux États-Unis.
Emma Matilda est le nom de l'épouse de William O. Owen, un des quatre alpinistes à être parvenu pour la première fois au sommet du Grand Teton. Le lac est situé à proximité d'un autre lac dénommé lac Two Ocean. Un sentier de près de 15 km fait le tour du lac et offre une vue sur le massif du Teton Range.  